# Куприяновка (Николаевская область)
Куприяновка (укр. Купріянівка) — посёлок в Кривоозерском районе Николаевской области Украины.
Население по переписи 2001 года составляло 13 человек. Почтовый индекс — 55131. Телефонный код — 5133. Занимает площадь 0,186 км².

## Местный совет
55130, Николаевская обл., Кривоозерский р-н, с. Великая Мечетня, ул. Голембиевского, 69